# Ben Wettervogel
Ben Wettervogel (ur. 18 grudnia 1961 w Reken, zm. 2 lutego 2015 w Berlinie) – niemiecki meteorolog, prezenter radiowy i telewizyjny.

## Życiorys
W 1981 ukończył meteorologię na uniwersytecie w Monachium. W latach 1992–2003 pracował w MMC Meteo Media Consult. Od 1990 prezentował prognozę pogody w Antenne 1, Antenne Thüringen, Radio NRW i SWR3. Od stycznia 2005 do października 2014 pracował w ZDF.
Popełnił samobójstwo. Został znaleziony w swoim mieszkaniu w Berlinie.